# オトモビル・ルネ・ボネ
オトモビル・ルネ・ボネ（Automobiles René Bonnet ）は、フランスにかつて存在した自動車メーカーである。

## 概要
1962年にシャルル・ドゥーチェが去ってDBが解体された後、ルネ・ボネは自動車メーカー、オトモビル・ルネ・ボネを立ち上げ、1962年中は従前通りパナールエンジンを搭載したモデルを市販した。
パナールは経営難から1955年にシトロエンの傘下に入って以来、次第に経営方針にもシトロエンの影響が強く表れるようになっており、レース活動に消極的なシトロエンの経営方針からパナールのパーツが供給難に陥るのは明らかであった。そこでルネ・ボネは、直接参戦はしないものの第二次世界大戦後フランス国内コンストラクターを支援してきたルノーに注目。ちょうどこの年、フランス政府は国営企業であったルノーを通じて有力なコンストラクターへの支援を決定し、アルピーヌとともな支援を受けられることになった。ルノーの支援を受けて1962年のル・マン24時間レースにはルノーエンジンで3台のレーサーを送り込み、パナールエンジンで3台のレーサーを送り込んだシャルル・ドゥーチェのSERA-CDと相見え性能指数賞とE850クラス優勝を争ったが、敗れた。
エンジンのみゴルディーニがチューンしたルノー4気筒OHV1,108cc75hpに換装して、最高速度165km/hとなったカブリオレのル・マンがDB時代そのままに市販された。またルノー・ドーフィン用845cc55hpエンジンを搭載し最高速度158km/hの普及版、ミシルも発売された。
1963年に世界初のミッドシップスポーツカー、ルネ・ボネ・ジェットを発売し、レース活動もしたが期待されたような成果は上がらず、1965年にルノーは支援を打ち切り、レース活動をアルピーヌに一本化した。
ルネ・ボネ・ジェットのFRP製車体を製造していたジェネラル・ダプリカシオン・プラスティク（Generale d'Application Plastiques ）のオーナー、マルセル・シャサニーが、マトラのオーナーでもあった縁から、オトモビル・ルネ・ボネは1964年10月にマトラに買収されてマトラ・ボネとなり、さらに同年11月にはマトラ・スポーツとなった。